# Субхаш Чандра Бос
Субха́ш Чандра́ Бос, Шубгаш Чандро Босу (англ. Subhash Chandra Bose, бенг. সুভাষ চন্দ্র বসু, Shubhāṣ Candro Bosu) (23 січня 1897 — 18 серпня 1945) — один з лідерів індійського руху за незалежність. Під час Другої світової війни співпрацював з нацистами та японцями проти британського панування в Індії. Офіційно вважається одним із революціонерів-борців за незалежність Індії. 

## Біографія
Субхаш Чандра народився в родині індійських бенгальців, був дев'ятою дитиною з 14. Навчався у приватних коледжах, Університеті Калькутти і Кембриджському Університеті. З ранніх років почав активно займатися політикою, неодноразово арештовувався за революційну діяльність. Двічі поспіль обирався головою Індійського національного конгресу. У своїх поглядах мав значні розбіжності із Махатмою Ганді, вважав його політику ненасильства недостатньою для досягнення незалежності Індії. Бос був прихильником збройного виступу проти британського панування, заснував власне політичне угрупування «Блок — Вперед Індія». Серед прихильників був знаний як Нетаджі (шанований лідер, вождь).
З початком Другої світової війни шукав контактів спочатку з СРСР, а пізніше з нацистами, бажаючи залучити їхню допомогу у здобутті незалежності Індії. Відвідував Німеччину, де взяв участь у створенні легіону СС «Вільна Індія», який мав вести підривну діяльність проти британської влади в Індії та сусідніх країнах. Також налагоджував контакти з владою Японської імперії у спільній боротьбі проти Великої Британії. 
У 1943 році очолив Тимчасовий уряд вільної Індії «Азад Хінд» та збройні сили Національної армії в окупованому японцями Сингапурі, сформовані здебільшого з індійських полонених і робітників-мігрантів. Загони, сформовані Босом, брали участь у воєнних діях японської армії проти англійців у Бірмі та інших територіях зі значним індійським населенням. 
На початку 1945 року з погіршенням ситуації на фронтах, намагався перебратися до Японії, але загинув у авіакатастрофі біля Тайваню 18 серпня 1945 року. Обставини загибелі Субхаша Чандра Боса досі залишаються нез'ясованими. Індійські дослідники не змогли знайти уламки літака Боса, що підживлювало конспірологічні теорії про його подальшу долю. Згідно з однією з непідтверджених версій Субхаш Чандра Бос міг бути захоплений радянською розвідкою і помер у полоні.

## Значення

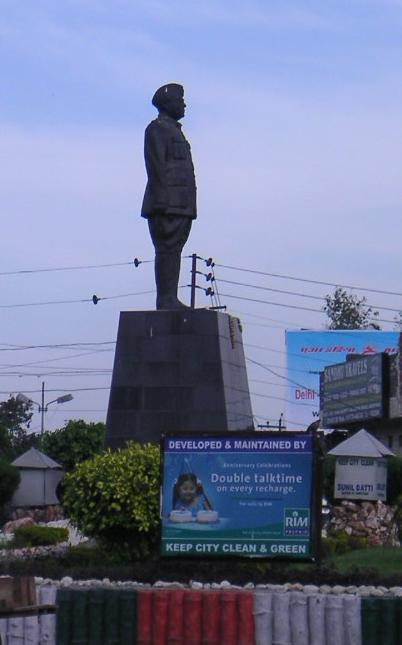
Пам'ятник Босу у м. Амрітсар

Зважаючи на співпрацю з нацистами та японцями під час Другої світової війни Субхаш Чандра Бос залишається однією із суперечливих постатей Індії, однак, офіційно визнається одним з революціонерів-борців за незалежність Індії. Сучасний триколор Індії і герб були багато в чому запозичені з атрибутів тимчасового уряду, очолюваного Босом в еміграції. У 1992 році його ім'я було офіційно занесено до пантеону героїв Індії, він був посмертно нагороджений найвищою нагородою Індії — орденом Бхарат Ратна. В декількох містах Індії Субхашу Босу були споруджені пам'ятники, історія його життя знайшла відображення у декількох книжках та фільмах. Міжнародний аеропорт у Калькутті носить його ім'я.